# Museo López
El Museo López es un museo de arte e historia filipina y una biblioteca ubicada en la ciudad de Pasig, en las Filipinas, en la planta baja del Edificio Benpres, en la esquina de la avenida Meralco de la referida ciudad. El Museo López fue fundado el 13 de febrero de 1960 por Eugenio López, en honor de sus padres, Benito López y Presentación Hofileña. Eugenio López construyó el museo para proporcionar a los académicos y estudiantes el acceso a su colección personal de libros raros locales, incluye manuscritos, mapas, artefactos arqueológicos y obras de arte.